# Gambusia longispinis
Gambusia longispinis là một loài cá thuộc họ Poeciliidae. Nó là loài đặc hữu của México.